# Дифракция Шефера — Бергмана
Дифракция Шефера – Бергмана  результирующая дифракционная картина взаимодействия света со звуковыми волнами в прозрачных кристаллах или стеклах.

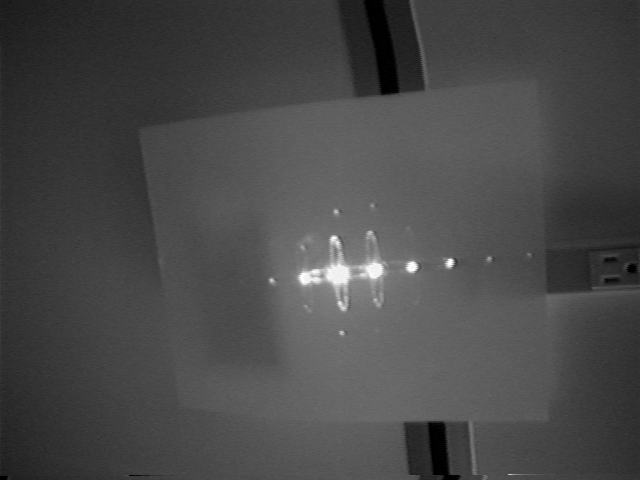
Картина дифракции Шефера – Бергмана: He – Ne лазер на диоксиде теллура AOD. Изображение также доступно на Figshare.